# デストロイヤー (釣り竿)
デストロイヤーは、メガバスから発売されているバス釣り用の釣り竿のシリーズである。

## 概要
1986年より、メガバスではARMSというロッドを販売していたが、1992年製造中止、その後発売されたのが、デストロイヤーである。

## 特徴

### グラコンポ構造
オリジナルのフェイズ1を代表するシステムで、1997年、2001年に特許取得。正式名称は「グラファイトフレーム・コンストラクション・コンポーネンツ・システム」。
グリップ周りの剛性を高めるためにリールシートの内径とほぼ同じ径の高弾性カーボンパイプをオイモト接続することにより、長年の使用でもブランクスの中心軸がズレない。ファイト時、キャスト時にグリップ部がしなることがないので安定する。また、ブランクスの差し込む位置によって反響空間を用いた感度の調節ができる構造である。
ブランクスの接合方法は年代によって異なり最初は、フォアグリップ先端からブランクス末端までの長さの、グラコンポより一回り小さい径のカーボンパイプを用いて接合していたが、2000年のモデルより、カーボンブロックで3点支持に変更。更に2004年モデルからは2点支持になった。
また、レーシングコンディションでは下記のパラコンポと併用されており、ブランクスの一回り太いパイプをグラコンポに、更に太いパイプをリールシート周りにパラコンポで接合している。
なお、ブランクの高弾性化に伴い、高弾性カーボンパイプを用いると接合部に負荷が集中し破損しやすくなったため中・低弾性カーボンパイプを用いてグラコンポ自体もしならせるというモデルも存在する。こちらは、剛性面の強化というより反響空間を使った感度の調節の機能を利用するために採用されている(ARMS COMPLETEなど)。

### ヘッドロッキングシステム
オリジナルのフェイズ2を代表するシステムで、2001年、2003年、2007年特許取得。2001年、2003年に実用新案権取得。
FPタイプのリールシートを用いたときのフォアグリップの支持剛性をあげるための構造で、グラコンポもしくは、バット部に施しているリップスティック型ワインディングチェックの外径と同じ内径のワインディングチェックをフォアグリップの先端に付けてフォアグリップの偏心を防ぎ、支持剛性を上げる。グリップ内のウォータープルーフ機能や、フォアグリップのワインディングチェックとバット部のグラコンポもしくはワインディングチェックに接触することにより振動の伝達を速くする効果もある。最初にエヴォルジオンF4-60XGtiに導入され、その後、フェイズ2以降本格的に導入された。
なおメガバスでは後者をIHLS（itoヘッドロッキングシステム）と呼び、バット部に施しているリップスティック型ワインディングチェックを6点ないし7点支持のアルミモノブロックで削りだしたメタルベゼルで支持している構造の事を指す。
フォアグリップ周りの支持剛性を上げることが出来るため、フォア部分のグラコンポを廃することができ、軽量化に繋がる。
なおスピニングモデルのアップロックもリールシートを搭載する一部モデルはIHLSにフックキーパーを兼ねさせたモデルも存在する。こちらは、2005年に特許取得、2003年に実用新案権登録している。

### シャフトロッキングシステム
オリジナルのフェイズ3を代表するシステムで、メガバス第3世代のシャフトロッキングコンストラクションとして導入された。2008年に実用新案権登録。
所謂FPタイプ以外のリールシートのヘッドロッキングシステムのことで、霧雨に初採用された。

### パラコンポ
正式名称「パラレルコンポーネンツフレーム」。2003年に特許取得。
エヴォルジオンより導入されたシステムで、ブランクスルー構造を用いた際に、リールシート部分にリールシートの内径とほぼ同じ径のパイプを入れ隙間をカーボンブロックで接合するシステムである。グラコンポと同じく長年の使用でもブランクスの中心軸がずれることがない。
オリジナルのデストロイヤーでは一部を除いてフェイズ2から採用され、THP、レーシングコンディションにも採用されている。

### アルミシールド、アルミ溶射カーボン、アルミカウル
エヴォルジオンDti以降、ブランクスルー構造のロッドのセパレート部分の剛性を上げるためにアルミパイプを被せてある。フェイズ2はパイプを被せずブランクのセパレート部分にアルミを溶射してコーティングのとして使用している。2003年に特許取得。
アルミパイプとブランクの隙間を反響空間として利用することにより感度の調整も可能となっている。
初代エヴォルジオンDTiではアルミシールド、オリジナルのフェイズ2ではブランクのセパレート部分にアルミを溶射、THP以降のロッドではアルミカウルが使用されている。

### スラントブリッジ
長いリアグリップではキャスト時に袖に絡まったりしやすいため、グリップエンド周りにオフセットしたエクステンショングリップを付ける事によって絡まりにくくした構造である。2002年特許取得。

### ARMSリールシート
正式名称「アームズ・エルゴノミクス・グリッピング・コンセプト」2002年のフィッシングショーでARMSのコンセプトモデルを公開。その時に使われていたのがARMSリールシートである。実際に製品化されたのは2004年のオリジナルデストロイヤーフェイズ2からである。2003年実用新案権登録。

### ITO STEALTH FIT HOUSING SPINING RELL MOUNT (ISFH)
オリジナルデストロイヤーフェイズ2より採用されたスピニングのリールシート。2005年特許取得。2004年実用新案権登録。

### ARMS ステルスフィットリールシート
ARMS Completeに採用されていたリールシートでオリジナルデストロイヤーのフェイズ3にも採用された。2006年実用新案権登録。

### 可変テーパー
オリジナルとトマホークシリーズに採用されているもので、ロッドが曲がるとき、応力集中する箇所がなく、バットまで曲点移動がスムーズに行われるため、折れを防いでいる。しかし、これを採用しているため他社製ロッドより柔らかいと感じることがある。

### エンドバランサー
ロッドのバランスと取るために、バットエンブレムを兼ねたバランサーが装着されている。初期のデストロイヤーではラバージグ、ポンプリトリーブを多用するようなロッドはティップが上を向くように、キャロライナリグ、スプリットショットリグを多用するようなロッドにはティップが下向きになるようにセッティングされていた。
また、バランスの変更やブランク素材の変更にあわせて、製造年代により厚みや大きさが異なる。1997年に特許取得。

### ブランク素材
- HT800X+K-1 BRAIDED GRAPHITE

フェイズ1の96年~98年モデルまで採用されていた素材で、当時はバット部の補強に使うメーカーが多かった高弾性40トンカーボンをメイン素材として最内層に巻き、更に1Kの平織りカーボンで補強したカーボン素材。
- HT1000X+K-1 BRAIDED GRAPHITE

一部モデルを除くフェイズ1の99年~2002年モデルまでとエヴォルジオンの2001年~2003年モデルのカーボン部分に採用されていた素材で、高弾性50トンカーボンを使用し、更に1Kの平織りカーボンで補強したカーボン素材。
- AIRTECH Hi-10X GRAPHITE

フェイズ1の2003年、フェイズ2、THP、エヴォルジオンの2004年モデルのカーボン部分に採用されている素材で、上述のHT1000Xの50トンカーボン含有率を上げた素材。
- AIRTECH Hi-8X GRAPHITE

オロチヒュージコンタクトのF3-610DGSに採用された素材で、HT800Xをベースとしている。
- MULTIPLEX GRAPHITE

パガーニグラファイト、トマホークGTC、フェイズ2レーシングコンディション、ヒュージコンタクトのジェイドパイソンシリーズ、エヴォルジオンの2005年モデル以降のカーボン部分に採用されている素材で、低弾性素材の上にマイクロファイバー状の複数の異なる弾性率のカーボンをマイクロピッチで巻く製法。トマホークGTCおよびフェイズ2レーシングコンディションは、Hi10X GRAPHITEをベースにマルチプレックス化されており、GTCは商品タグに、レーシングコンディションにはブランクにそれぞれマテリアルの表記がAIRTECH Hi-10X GRAPHITEと表記されている。
- Hi COMPRESSON COREPLEX GRAPHITE

フェイズ3に採用されている素材で、46トンカーボンクロスをメインに斜め方向の2軸マイクロカーボンファイバー(XX製法)で締め上げその上に4軸カーボンクロスで補強している。オロチX4のX4 GRAPHITEと製法はほぼ同じである。
- Z-PBO COMPOSITE

トマホークGTZ、霧雨リミテッドに採用された素材で、バット部にザイロンファイバーをコンポジットしてある。霧雨リミテッドではモデル表記にXではなくZ-PBOの頭文字のZが使われる。
- D.N.A. GRAPHITE

オロチヒュージコンタクト(ジェイドパイソンシリーズを除く)に採用されている素材で、ブランクの外周をカーボンテープで締め上げて捩れ剛性を上げている。モデル表記には、D.N.A. GRAPHITEの頭文字のDGが使われる。
- DNA ARAMID COMPOSITE GRAPHITE

ピークパフォーマンスに採用されている素材で、ブランクの外周をカーボンテープで締め上げて捩れ剛性を上げ、さらにバット部をケブラー織物で補強したもの。モデル表記には、D.N.A. GRAPHITEの頭文字のDGが使われる。
- X4 GRAPHITE

オロチX4に採用された素材で、斜め方向の2軸マイクロカーボンファイバー(XX製法)で締め上げその上からバット部に4軸のカーボン織物で補強したロッド。モデル表記にはX4が使われる。
- RARE METAL GRAPHITE

ヘッジホッグのリアルフィネスシリーズに採用された素材で、標準弾性24tカーボンの表面に金属皮膜を塗布し、表面硬度を上げ、薄い塗装でも強度を上げた物。モデル表記にはRARE METALの頭文字のRが使用される。
- T-GLASS

トマホークの96年~97年モデルとトマホークGT3のF4-66GT3Rのオールグラスモデルに採用された、縦繊維を増した朱子織りのSグラスを用いた素材。一般的なTグラス（Tガラス繊維）とは名前は同じであるがまったくの別物である。
- TX-ACTIVE FIBER GLASS

トマホークの98年以降のモデルとGT3の2005年~2006年モデルに採用された素材で上記T-GLASSのバット部に標準弾性24トンカーボンをコンポジットした素材である。
- UD(ユニディレクション) FIBER GLASS

トマホークのF3-58TXSおよびGT3の2007年モデル以降に採用された素材で、縦方向のみの素材を用いたもので、GT3のF4-66GT3Rのオールグラスモデルを除くモデルが標準弾性24トンカーボンをコンポジットしている。
- Z-PBO COMPOSITE GLASS

トマホークGTAに採用されている素材で、バット部分にザイロンファイバーをコンポジットしたグラス素材。
- HT1000X GRAPHITE + Transgenic Titanium

エヴォルジオンGtiの2001年~2003年モデルに採用されている。HT1000Xグラファイトにバットからベリーに掛けてチタン線で補強した素材。モデル表記にはGraphite TitaniumのGtiが付く。
- Hi-10X GRAPHITE + Transgenic Titanium

エヴォルジオンGtiの2004年モデルに採用されている。Hi-10Xグラファイトにバットからベリーに掛けてチタン線で補強した素材。
- MULTIPLEX GRAPHITE + Transgenic Titanium

エヴォルジオンGtiの2005年モデル以降、ヒュージコンタクトのジェイドパイソンF3・1/2-70XSGtiに採用されている。マルチプレックスグラファイトにバットからベリーに掛けてチタン線で補強した素材。
- HT1000X GRAPHITE + Transgenic Full-Titanium

エヴォルジオンFtiの2001年~2003年モデルに採用されている。HT1000Xグラファイトにフルレングスをチタン線で補強した素材。モデル表記にはFull TitaniumのFtiが付く。
- Hi-10X GRAPHITE + Transgenic Full-Titanium

エヴォルジオンFtiの2004年モデルに採用されている。Hi-10Xグラファイトにフルレングスをチタン線で補強した素材。
- MULTIPLEX GRAPHITE + Transgenic Full-Titanium

エヴォルジオンFtiの2005年モデル以降に採用されており、フルレングスをチタン線で補強した素材。
- D.N.A Double Helix Titanium

エヴォルジオンDti、パガーニグラファイトのF1-63XPDtiに採用された素材で、バット部をチタンメッシュで補強したモデル。モデル表記にDtiが付く。
- MULTIPLEX GRAPHITE + D.N.A. Double Helix Titanium

エヴォルジオンDtiの2007年モデル以降に採用されており、バット部をチタンメッシュをで補強した素材。
- D.N.A. TITANIUM RARE METAL GRAPHITE

ヘッジホッグエヴォルジオン、オロチヒュージコンタクトエヴォルジオンに採用されている素材で、低弾性レアメタルカーボンにバット部をチタンメッシュで補強したモデル。モデル表記にRDtiが付く。

## シリーズ一覧

### オリジナル
デストロイヤーのメインのシリーズで高弾性カーボンを用いたロッドである。当初剛性を謳ったシリーズであったが、99年より、より高感度な掛け調子のロッドに変更していった。

#### フェイズ1
- 96~97年モデル

デストロイヤーの最初期モデル。アメリカのトーナメントでも十分使えるように、以下のような徹底した剛性感の強化が図られている。
- ブランクスの素材に粘り強いHT800Xを使用し、しなやかにバットまで曲がる可変テーパーを用いて、粘りのある調子に仕上げられている。
- グリップ部分にはフォアグリップの先からバットエンドまで剛性をあげるためにリールシートの内径とほぼ同じ太さの高弾性カーボンパイプ、グラコンポフレームで強度を上げている。
- ベイトモデルにはF3-61Xを除くすべてのモデルにオールダブルフットガイドを搭載。
- ボートべりなどにぶつけたり、ルアーを巻き込み過ぎてもガイドリングが割れないようにトップガイドにはゴールドサーメットリングが使用されている。
- ブランクスには傷防止のためグリーンの塗装にクリアコートを施してある。
- ガイドスレッドは根元部分には曲がりに対応するように細いスレッド（黒）を、先端部分は、捩れ方向の強度を高めるために太いスレッド（緑）が用いられている。
- スレッドコーティングには粘りのあるリキッドクリスタルコートを使用。

また、コスメ部分では96年モデルと97年モデルで異なり、ロゴの部分は96年モデルは「MEGABASS TECHNOLOGY TO CUSTOM」となっているが97年モデルでは「CUSTOM TECHNOLOGY MEGABASS」となっており、デストロイヤーロゴの右下にメガバスのロゴが入る。
初期モデルはF1-60X、F2-57X、F3-63X、F4-66X、F4-71X、F3-61X、F5-510X、F5-66X、F6-69X、F0-61XS、F0-68XS、F2-64XS、F3-59XS、F3-610XSの14モデル。
さらにF0-61XSが96年内にF1-61XSに変更になった（サブネームも変更）。
- 98年モデル

よりしなやかに、そして軽量化のために以下の点が改良された。
- ティップからベリーにかけてシングルフットガイドに変更。
- 上記に伴って、ブランクスも再設計（F5-66X、F3-610XSはサブネームも変更）。
- 塗装、コーティングを変更し、より軽量化するために黒塗装の艶消しコートのみになった。
- スレッドコーティングをUVコーティングに変更。

またコスメ部分では、リールシートのデカールを平らなものに変更。リールシートのカラーにスウェーデニッシュバーズアイフィニッシュを追加。
- 99年モデル

このモデルより掛け調子の高弾性化が進められるようになり従来の粘り重視の調子のロッドはエヴォルジオンに引き継がれることになる。
- ブランクス素材をHT1000Xに変更（発売当初は市場において高弾性の性能が認知されていなかったため、ブランクスの表記はHT800Xのままになっており、表記が正しく変更されたのは2001年になってからである）。
- バットエンブレムから"JAPAN"の刻印が消える。
- スレッドも緑のスレッドを太い物から細い物に変更、黒と緑の間に入れられていた銀のスレッドも紫に変更された。
- この年より、追加モデルおよびモディファイされたモデルはサブネームが活字で書かれるようになった（98年のF5-66Xだけは例外的に活字で書かれている）。

F2-66X、F3-55X、F6-67X、F1-67XS、F2-62XS、F3-64XSを追加。F4-71X、F3-610XSがモディファイ。
また、ギャンブラーボート購入特典としてギャンブラーのロゴが入ったギャンブラーコラボモデル(F3-610XS、F5-510X)を生産。
- 2000年モデル
  - グリップ周りのバランスが見直され、グラコンポの接合方法、バランサーの重量(厚みが3.5mmから2mmに)が変更となった[6]。
  - UVコーティングは剥離が多かったことから、従来のリキッドクリスタルコートに戻した[29]。

F0-60X、F4-60X、F5-62X、F7-711X（アメリカのみ）を追加。F4-63X、F4-66X、F6-69Xをモディファイ。F0-60X、F4-71Xのリールシートがデュライク・ロックパターンのモデル、F4-63Xのリールシートがウッドパターンのモデルを限定発売。
- 2001~2002年モデル
  - ブランクスに書かれている素材の表記をHT1000Xに変更。
  - ティップ周りのガイドをより小口径のものに変更[29]。
  - スレッドの素材を変更[17]。
  - それまでHT1000X化していなかったF0-60XがHT1000X化。

コスメ部分ではリールシートおよびバットエンブレムの「MEGABASS CUSTOM」の文字を「MEGABASS Original」に変更。
2002年モデルはTCS、IPSのリールシートを用いた一部モデルで、リールシートに張られているMEGABASSのデカールが立体タイプ変更になっている。
2001年にF4-62XSを追加、F3-64Xをモディファイ、F3-55X、F2-66Xのサブネームを変更。
2002年にF7-711Xをモディファイし、日本国内で販売開始。プロショップサンスイの100周年記念モデル(F0-60X、F2-66X、F4-66X、F6-69X、F3-59XS、F4-62XS)を発売。
- 2003年モデル
  - ブランクス素材をHi10Xに変更（F-060X、F4-71X、F7-711Xを除く）。このためグラコンポ構造では接合部に負荷が掛かりすぎて折れやすくなるため、F2-62XS、F2-64XSはグラコンポが廃止された[7]。

リミテッドモデルが6月から8月まで発売され、その後、量産化された。リミテッドモデルはワインディングチェックやバランサーがピンク色になっている。
F7-72X、F7-77Xを追加。F2-62XS、F2-64XSをモディファイ。

#### フェイズ2
- 2004~2006年モデル

登場当初はフルモデルチェンジとあったが事実上フェイズ1のマイナーチェンジモデル。F0-60X、F4-71X、F7-711X、F7-72X、F7-77Xを除くベイトモデルはグラコンポが廃止された（理由は前年度の一部のスピニングモデルと同様）。代わりにIHLSが導入された。
パラコンポ、セパレート部分にはアルミ溶接カーボンが使用されている。リールシートにはベイトモデルはアームズリールシート、スピニングにはISFHに変更になった。
トップガイドはSiCリングに変更。
2005年にはそれまでHi10X化されていなかったF0-60X、F4-71X、F7-711XがHi10X化された。
2006年、トラディショナルアートリミテッド発売。F0-68XS、F1-61XS、F2-64XS、F3-64XSの4機種に挿絵が入れられている。
2004年にF1-51X、F3-63X、F3-610X、F5-58X、F1-63XSを追加。F3-61Xが廃盤になった。また、フランス向けにF3-610XS SWFを発売。
2005年にF4-68X、F5-59X、F6-68X、F2-611XS、F3-69XSを追加。F3-610XSがヒュージコンタクトに移行したため廃盤になった。
- 2007~2009年モデル

F0-60X、F1-51X、F4-71X、F5-510X、F5-62X、F7-711X以外のベイトモデルがTHP（テクニカルハンドリングパッケージ）へとマイナーチェンジ。パラコンポのアルミ溶射カーボンが平織りのカーボンパイプへ、セパレート部分のアルミ溶射カーボンがアルミカウルへと変更になった。
2007年にF1-60X、F2-57X、F2-66X、F3-610X、F4-63X、F3-55Xが廃盤。
2009年、F0-60X、F1-51X、F4-71X、F5-510X、F5-62Xが廃盤。
- 2010年~

F3-63X、F4-68X、F5-68X、F6-69X、F7-711X、F2-62XS、F3-59X、F4-62XSの、レーシングコンディションバージョンを追加。ブランクスはハイインパクトマルチプレックスへと変更。フォアグリップ廃止に伴いヘッドロッキングシステムも廃止。代わりにグラコンポが復活。ただしパラコンポと併用のため径がかなり細い）。
リールシートはそれまでのアームズシートやISFHを廃止し、富士工業のACS、VSSを使用している。
F5-72XRCを追加、F3-63XがF3-68XRCに、F4-68XがF4-68XRCに、F5-68XがF5-68XRCに、F6-69XがF6-69XRCに、F7-711XがFX-711XRCに、F2-62XSがF2-610XSRCに、F3-59XがF3-511XSRCに、F4-62XSがF4-68XSRCとなったバージョンを追加。
2010年に一部装飾を赤にしたミラノモデル(F3-68XRCM、F4-68XRCM、F5-68XRCM)を限定発売。

#### フェイズ3
- 2011年~

15年ぶりのフルモデルチェンジを行ったモデルで、ブランクには46トンカーボンをメイン素材にし、X4に導入されていた4軸カーボン+斜めのマイクロカーボンファイバー(XX製法)が採用されている。リールシートにはベイトモデルはARMS Completeに使われていたARMS ステルスフィットリールシートが使われており、一部モデルはSKシートが採用されている。スピニングモデルはVSSを採用している。リールシートとの接合部分はノリーズのロードランナー ストラクチャーのようにブレイデッドカーボンを厚巻きにして軽量化を図っている（メガバスではグラコンポステージ3と呼んでいるが従来のグラコンポとは別物である）。
F6-67X、F7-77X、FX-711X以外の全ての機種にシャフトロッキングシステムが導入されている。
2011年、F2-60X、F3-67X、F5-70X、F-2・1/2-710XS、F5-68XSを追加、F3-63XがF3-68Xに、F4-60XがF4-62Xに、F5-66XがF5-69Xに、F7-711XがFX-711Xに、F2-62XSがF2-66XSに変更。F4-68X、F5-68X、F5-69X、F6-68X、F7-72X、F1-61XS、F1-63XS、F1-67XS、F2-64XS、F2-611XS、F3-59XS、F3-64XS、F3-69XS、F4-62XSが廃盤。
2012年、F-2・1/2-710XSカロッツェリアリミテッドエディションが限定発売。

#### X7
- 2013

#### The ALL NEW DESTROYER
- 2017年にメガバスアメリカより米国モデルが発売された。

### トマホーク
グラス素材を用いたクランキングロッド。後にグラスを用いていないロッドも登場した。
- 1996～1997年

Tグラスを用いたロッドでグラコンポは搭載されておらず、それ以外は各年代のオリデスの仕様に準拠している。
初期モデルはF4-59T、F4-64T、F4-67T、F4-70Tの4モデル。
- 1998～2004年モデル

TXグラスを採用したモデルで2004年を除く各年度において、オリデスの仕様に準拠（グラコンポ周りを除く）。
1999年、F3-58TXSを追加。
2001年、F4-59TXをモディファイ。
2006年、F3-58TXSを限定復刻。

#### GT3
- 2005年モデル

フルモデルチェンジし、フェイズ2と同じくアームズリールシート、IHLSを採用した。リールシートのフードのカラーはクローム。
2005年、F4-70以外全て廃盤にし、F3-63GT3、F4-66GT3、F4-610GT3を追加。
- 2006年モデル

F4-66GT3R以外の機種はリールシートのフードのカラーをマットブラックに変更。
2006年、F4-66GT3R（F4-66GT3のスパイラルガイドモデル）とF4-66GT3R（F4-66GT3のオールグラスモデル）を発売。見分け方はアームズリールシートの隙間から見えているブランクの色が黒ならスパイラルガイドモデル、赤ならオールグラスモデルである。
- 2007~2008年モデル

ブランク素材をUDグラスに変更。コスメ面では、フォアグリップをショート化した。
2007年、F4-66GT3R（F4-66GT3のスパイラルガイドモデル）が廃盤。
- 2009年モデル

リールシートの塗装を無くして滑りにくくしている。
2009年、F4-66GT3が廃盤。
2010年、F3-63GT3に獅子の挿絵が入ったF3-63GT3 C-LTD、F4-66GT3に虎の挿絵が入ったF4-66GT3 C-LTDを限定発売。

#### GTA
- 2010年~

再度フルモデルチェンジを行いバット部の素材はカーボンからザイロンに変更した。リールシートが富士工業のACSに変更された。IHLSからシャフトロッキングシステムに変更された。
2010年、F4-70以外全て廃盤にし、F4-68GTAを追加。
2011年、F4-711GTAを限定発売。

#### GTC
- 2006年~2008年

オリデスのF3-610Xから派生したモデルで、グラス素材を使用していない純粋なカーボンロッド。
2006年、F3-65GTC、F3-610GTC、F4-67GTCが発売。

#### GTZ
- 2009年~2010年

GTCの後継モデル。カーボン素材をメインにバット部にザイロンをコンポジットしており更なる粘りを実現している。IHLSからシャフトロッキングシステムに変更された。
2009年、F3-610GTZ、F4-70GTZ、F4-72GTZが発売。

### ヘッジホッグ
オリジナルのF3-61X、F4-62XSから派生したモデルで、スティンガーティップを採用した超先調子のフィネスロッド。元々は、エヴォルジオンと同じく「プロジェクトサイサリス」の名前で開発が進められていた。感度が犠牲になるためソリッドティップはあえて使わずチューブラティップを採用している。型番のフォース表示の後にstが付く。2009年に当シリーズは廃盤予定だったがF3st-63X以外のモデルが限定復刻した。
- 2002~2004年モデル

ブランクス素材にはHT1000Xが使かわれており、その他はオリデスに準拠している。
モデルは、F3st-63X、F4st-61XS、F5st-60XSの3機種。
- 2005年~2009年モデル

ブランクス素材をHi10Xに変更。オリジナルのフェイズ2と同様にアームズリールシート、IHLSが搭載された。しかし、フェイズ2とは異なり、グラコンポは継続的に採用されている。
2008年、F3st-63Xが廃盤。
2010年、F3st-63Xに牡丹の挿絵が入ったF3st-63X C-LTDを限定発売。

#### リアルフィネス
低弾性レアメタルカーボンを用いたシリーズ。標準弾性24トンカーボンを厚く細く巻くことで粘り強さを出し、金属皮膜を蒸着させ、表面硬度を上げることで、感度の向上と、塗装を最小限に抑えれるため、軽量化に繋がっている。結果としてエヴォルジオンとは別のアプローチで感度と粘り強さを両立した素材構成となった。金属皮膜をブランクスの表面に蒸着させる製法は、シマノのチタンセラミックコートやリョービのCRS製法と類似した製法である。レアメタルグラファイトフレームのグラコンポが採用されている。2003年より発売開始（2009年廃盤）。また、2006年のカタログには、クロダイのボートからのヘチ釣り用ロッドとしても紹介された。
製法上、レアメタルグラファイトはコストが掛かることから、販売期間は短く、ライトリグ用のロッドは、早々に下記の霧雨シリーズに移行した。
2003年、F1st-66RS、F2st-65RSが発売。
2010年、F2st-65RSに扇の絵が入ったF2st-65RS C-LTDを限定発売。

### 霧雨
2007年発売のソリッドティップを用いたライトリグロッド。型番にXKが付く。シャフトロッキングシステムが初採用された。
2007年、F0-63XKS、F1-62XKS、F1-69XKSが発売。
2012年、F2-610XKSが発売。

#### リミテッド
ザイロンをコンポジットしたモデル。2007年発売。型番にZKが付く。
2007年、F1-66ZKS発売。

### オロチ
スイムベイトやマスキー用ルアーなどの所謂ビッグベイトが流行していた2002年より開発がスタートし、当初はビッグベイトやヘビーカバーの巨大魚を相手とするヒュージコンタクトシリーズをリリースしていたが、他社に比べ大幅に遅れをとっていたため、結局、エヴォルジオンシリーズとは別に、中高弾性カーボンを用いてカーボン素材で粘りのある調子を求めたシリーズとして路線を変更した。
ヒュージコンタクトとピークパフォーマンス（いわゆるDGシリーズ）にはカーボンテープでX状に締め上げてネジレ剛性を高めたD.N.Aグラファイトを採用している。

#### ヒュージコンタクト
- 2005～2007年

ヘビーカバーのフリップ、ビッグベイトの使用などを考慮に入れた大型魚を狙うためのシリーズ。
2005年、F5-70DG、F6-72DG、F7-74DG、F8-78DG、F7-69DG、F3-610DGSが発売。
2009年、F3-610DGS-LTDを限定発売。

#### ヒュージコンタクト ジェイドパイソン
ワンアンドハーフで携帯性を重視したシリーズ。マルチプレックスグラファイトを採用。
2006年、F3・1/2-70XSGtiが発売。2007年、F5-711X、F4-74XSが発売。

#### ピークパフォーマンス
- 2007～2010年モデル

「1996年の初代オリジナルデストロイヤーフェイズ1の再来」のキャッチコピーで、当初は、他のロッドのパーツを流用してコストを下げた廉価版シリーズとして登場したが、2008年よりヒュージコンタクトと統合し、エヴォルジオンシリーズとは別のフィーリングの粘りのある調子を実現したシリーズへとシフトした。ヒュージコンタクトと同様にカーボンテープでX状に締め上げてネジレ剛性を高め、さらにバット部分にケブラー織物をコンポジットしてある。
2007年、F3-65DG、F4-65DG、F5-65DGが発売。
2008年、F2-64DG、F4-69DG、F5-69DG、F5-70DG、F6-72DG、F1-65DGS、F2-70DGS、F3-610DGSが発売。

#### X4
「オリデス・フェイズ1が、蘇る!?」をキャッチコピーに4軸のカーボン織物を使用したX4グラファイトを用いたシリーズ。アメリカのプロを中心に開発が進められている。
2010年、F3-68X4、F4-66X4、F4・1/2-70X4、F5-68X4、F6-68X4、F6-72X4、FX-711X4、FX-81X4Ltd、F1-66X4S、F1-70X4S、F2-68X4SIIが発売。
2011年、F6-71X4、FX70X4S、F3-610X4Sを追加、FX-81X4LTDの通常版、FX-81X4が発売。
2012年、F2・1/2-64X4、F3・1/2-66X4、F4-68X4S、F5-70X4Sが発売。

#### XX
ICAST2012で発表されたアメリカ市場向けのシリーズ。X4の製法をベースに30トンカーボンを用いている。X4のシャープなフィーリングとは異なりエヴォルジオンのようなもっちりしたフィーリングに仕上がっている。

#### XXX
- 2018年、メガバスアメリカより米国モデルとしてOrochi XXの名称で発売された。

### ブラックジャングル
- 2012年～

オロチ ヒュージコンタクトの後継モデルで4軸カーボンを使ったパワーフィッシング用ロッド。型番のBJはブラックジャングルのことである。
2012年、F5-71XBJ、F6-70XBJ、F6・1/2-74XBJ、F8・1/2-710XBJ、F10-76XBJが発売。

### エヴォルジオン
1999年よりオリデスは、50トンカーボンを採用し、より掛け調子へと変化していってしまったため、それまでの粘り調子が好みだったユーザーのために新たな粘り調子のロッドを開発したのがこのエヴォルジオンシリーズである。当初はタングステンを用いた「プロジェクトサイサリス」という名前で開発が進められていたが、結局、三菱レイヨンなどが発売しているチタン線プリプレグやチタンメッシュプリプレグを用いることとなった。チタン線を採用し、チタンの弾力で粘りを引き出すTiモデル（旧Gti、Fti）と、バット部をチタンメッシュで補強し、オリジナルの高弾性に近い感覚を持ち更にチタンを用いてより剛性を高めたDtiモデルがある。
なお、チタンメッシュはダイワ精工（現グローブライド）が90年代前半に「メタルメッシュ」の名前で既に採用しているものであり、釣り竿としては世界初の採用というわけではない。

#### 第一世代
- 2001～2003年モデル
  - メインとなるグラファイト部分にはHT1000Xを使用。
  - フォアグリップはオープンベゼルを採用。
  - Gti、FtiモデルはXti表記であった。
  - グリップエンド付近のTuned by itoロゴは赤色である。

2001年にF1・1/2-63XGti、F3・1/2-63XGti、F5-510XGti、F5・1/2-68XFtiを発売。
2002年にF4-62XDti、F4-65XDti、F4-610XDtiを追加。
- 2004年モデル
  - グラファイト部分をHi-10Xに変更（2004年のカタログ、2004年モデルの商品タグより）。
  - Gti、Ftiモデルはカタログや商品タグ、ブランク表記共にそれぞれGti、Fti表記になった。
  - このモデルより新機種、モディファイモデルでヘッドロッキングシステムが採用されるようになった。

2003年11月にF3・1/2-59XSGti、F4-60XGti、F4・1/2-64XFti、F1-63XSDtiを追加。
- 2005～2006年モデル
  - Gti、Ftiのグラファイト部分をマルチプレックスに変更。これにより、ブランクを薄く巻くことが可能になったため軽量化、感度の向上、張りがより強くなった。
  - コスメ部分ではグリップエンド付近のTuned by itoロゴが黄色になった。

2005年にF4-66XGti、F4・1/2-68XFti、F3-66XDtiを追加。F5・1/2-68XFtiをモディファイ。F5・1/2-68XFti-SB、F4-61XGti（F4-60XGti-RBの先行販売モデル）を限定発売。
2006年にF4-60XGtiがF4-60XGti-RB、F5-510XGTiがF5-510XGti-SB、F4・1/2-64XFtiがF4・1/2-64XFti-SBにモディファイ。
- 2007年モデル
  - Dtiのグラファイト部分をマルチプレックスに変更。F5-510XGti、F4-62XDtiを除く初期モデルがマイナーチェンジした。ベイトモデルはリールシートが無塗装になった。

2007年、F1・1/2-63XGti、F3・1/2-63XGti、F5・1/2-68XFti、F4-65XDti、F4-610XDtiをモディファイ、F3・1/2-59XSGtiに雷神の挿絵を入れたモデルを限定発売。F3・1/2-59XSGti（通常モデル）、F1-63XSDtiが廃盤。

#### 第二世代
- 2008~2010年モデル

2008年チタンの価格高騰によりモデルチェンジされた。Gti、Ftiシリーズが統合し、Tiシリーズとなった。Tiシリーズは従来モデルより径の細いチタンを使い軽量化した為、バランスの関係で、従来バット部に用いていたケブラーや平織りカーボンを廃止した。また、バット部の塗装もジルコニアメタルフィニッシュから胡蝶燐粉仕上げに変更になった。さらに、リアグリップはコルクに変更している。Dtiモデルは後述のリールシート以外は前作から大きな変更点はない。その他、Ti、Dti共通の変更点としてリールシートはACSに変更している。
2008年に、F3・1/2-63XGtiがF3・1/2-68Xtiに変更、F5・1/2-70Xti、F5-69XDtiを追加、F4-60XGti、F5-510XGti、F4・1/2-68XFti、F4-62XDtiが廃盤。リールシートをペイントしたECSを採用した777リミテッドエディションを限定発売。
2010年、F5・1/2-77Xti追加。F1・1/2-63Xtiにライフルバックハンドルを搭載したF1・1/2-63Xti-RBとF4-66Xti、F5・1/2-68Xtiにスラントブリッジを搭載したF4-66Xti-SB、F5・1/2-68Xti-SBを限定発売。
- 2011年モデル

BIG TAPERシリーズにモデルチェンジ。IHLSをシャフトロッキングシステムに変更。
2011年、F4-610XDti、F5・1/2-70Xti、F5・1/2-68Xti、F3・1/2-68Xti、F1・1/2-63XtiがBIG TAPERモデルにモデルチェンジ。F4-66Xti、F4・1/2-64Xti、F5・1/2-77Xti、F4-65XDti、F3-66XDti、F5-69XDtiが廃盤。

#### 第三世代
- 2014

#### 第四世代
- 2018

#### ヘッジホッグエヴォルジオン
低弾性レアメタルカーボンにスティンガーティップを搭載したヘッジホッグ・リアルフィネスシリーズにチタンメッシュ(Dti)をコンポジットしたモデル。
2003年にF4st-69RSDtiが発売。2009年にマイナーチェンジ。サブネームをHEDGEHOG Evolutionに変更。

#### オロチ エヴォルジオン

##### オロチ・ヒュージコンタクト エヴォルジオン
低弾性レアメタルカーボンにチタンメッシュ(Dti)をコンポジットしたモデル。
2005年にF7-76RDtiが発売。
2009年にグリップ内ジョイントモデルF7-76RDti-MBにモデルチェンジ。
2012年スラントブリッジを廃し、THPのようなアルミカウルを搭載したセパレートグリップモデルF7-76RDti(2pcs)STにモデルチェンジ。サブネームもホワイトパイソンIIになった。

##### オロチ・ハイパーシューティスト リミテッド エヴォルジオン ジェイドパイソン
カロッツェリア第一弾モデルで、F1・1/2-63XGti、F4-62XDtiをベースにした物で、2007年限定発売。型番の末尾にHSLが付く。
2007年、F1・1/2-63XGti-HSL、F4-62XDti-HSLが発売。

### ダイレクツ
メガバス初の中通しのロッド。ダイワの撥水処理技術メガドライと同等の技術であるスパイラルシューティングガイドシステムを搭載。それまで、感度が悪い、ブランクス径が太くなるなどの理由で嫌厭していたが、ついに発売された。型番の末尾にDが付く。他のシリーズとは異なり、グローブライドのタイ工場で製造している。
2010年、F2-70XSD、F3-710XSDが発売。

### カロッツェリア

#### Ya-Manba
ノーシンカーのヘビーカバー用スピニングロッド。型番の末尾にYa-ManbaのYが付く。
2009年にF4-63XSYが限定発売。

#### クランキングカスタム
GTZに先駆けてザイロンが使われたクランキングロッド。
2008年CF4-610Zが限定発売。

### サイサリス
メガバスコンセプトショップ「ROOT L」の開店記念モデル。F4・1/2-67Xph OSIRIS、F4-69Xph EXCULIBUR、F7-71Xph HECATONCHIRESの3モデルが発売され、それぞれベースモデルはF4・1/2-68XFti、F4-610XDti、F7-72X(THP)であるが、振りぬきを良くするため1インチ短くしている。なおモデル名の後ろのphはPHISALISの頭文字である。

### パガーニ
厳密にはデストロイヤーシリーズではないがグラファイトモデルはデストロイヤーと型番のルールが同じなのでここに記載する。

#### パガーニグラファイト
オリデスからトップウォーター用ロッドから派生したシリーズで、マルチプレックス素材が使用されている。型番にパガーニのPが付く。
- 2005~2006年モデル

木目調のリールシートにコルクのフォアグリップ、フォアグリップとシールシートのフードの間には銀色のワイドタイプのデコレーションリングが施してある。
2005年F0-60XP、F1-60XP、F2-66XPが発売。2006年、F1-63XPDtiが発売。
- 2007~2009年モデル

リールシートの色を大理石調に変更。フォアグリップとシールシートのフードの間のデコレーションリングはワイドタイプから普通のリングに変更した。
- 2010年~モデル

フォアグリップをメタルヘッドに変更。

#### パガーニ エアバンブー
ダイワのTDバトラーシリーズ以降用いられているエアビームリールシートを採用したトップウォーター用ロッド。型番にパガーニバンブーの頭文字PBが付く。
2010年、F0-61PB、F1-66PBが発売。
2012年、F1-63PBが発売。

### レヴァンテ
厳密にはデストロイヤーシリーズではないがアメリカ市場モデルはデストロイヤーと型番のルールが同じなのでここに記載する。

#### ヒューガ
2015年に発売。三菱のパイロフィルプリプレグを採用したロッドである。同年にメガバスアメリカよりレヴァンテとして米国モデルが発売された。

#### レヴァンテ(2019)
2018年にメガバスアメリカよりレヴァンテの後継モデルとして発売。翌年にはジャパンモデルが発売された。パックロッドである4ピースモデルがベイト、スピニングともに追加された。